# 언더 닌자
언더 닌자(UNDER NINJA, 일본어: アンダーニンジャ)는 하나자와 겐고가 쓰고 그린 일본 만화 시리즈이다. 2018년 7월부터 고단샤 주간 영 매거진에 연재되고 있다. 데즈카 프로덕션이 2023년 10월부터 12월까지 방영한 TV 애니메이션 시리즈이다. 실사 영화화도 발표되었다.

## 구성
한때 번영했던 일본의 닌자 조직은 태평양 전쟁 이후 GHQ에 의해 해체되어 사라졌다. 그러나 닌자는 여전히 비밀리에 존재하고 있으며, 현재 일본에는 그 중 20만 명이 공공과 민간, 각종 조직에 숨어 활동하고 있다고 한다. 엘리트 닌자 중 일부는 국가 차원의 분쟁에서 뒤에서 일하는 반면, 최하위 닌자는 일자리를 찾지 못하는 경우가 많다. 그 중 니트 생활을 하고 있는 쿠로 쿠모가쿠레는 상사로부터 최신 장비를 가지고 고등학교에 잠입하라는 엄중한 '닌자 임무'를 받는다.